# Boock (Vorpommern)
Boock ist eine Gemeinde im Landkreis Vorpommern-Greifswald im Osten Mecklenburg-Vorpommerns. Die Gemeinde gehört zum Amt Löcknitz-Penkun mit Sitz in der Gemeinde Löcknitz.

## Geografie
Die Gemeinde Boock liegt nördlich von Löcknitz zwischen dem Randowbruch und der Grenze zur Republik Polen, 20 Kilometer westlich von Stettin (Szczecin).
Umgeben wird Boock von den Nachbargemeinden Rothenklempenow im Westen und Norden, Blankensee im Nordosten, Plöwen im Südosten sowie Löcknitz im Süden.

## Gemeindegliederung
| Ortsteile - Boock | Wohnplätze - Boocker Mühle |

## Geschichte
Am 23. Oktober 1299 wurde der Ort erstmals urkundlich erwähnt. Boock war ein Handwerkerdorf, die Landwirtschaft wurde überwiegend nur im Nebenerwerb betrieben. Um 1500 entstand die Feldsteinkirche hinter der Schule.

### Einwohnerentwicklung
Die Einwohnerzahl von Boock stieg von 629 im Jahr 1993 auf 706 im Jahr 1999 an, seither ist sie jedoch dem allgemeinen Trend in Vorpommern folgend rückläufig.
| Jahr | Einwohner | Gebäude |
| ---- | --------- | ------- |
| 1900 | 877       | [ 2 ]   |
| 1925 | 895       | [ 3 ]   |
| 1933 | 937       | [ 3 ]   |
| 1939 | 1013      | [ 3 ]   |
| 1990 | 631       | [ 4 ]   |
| 1995 | 613       | [ 4 ]   |

| Jahr | Einwohner | Gebäude |
| ---- | --------- | ------- |
| 2000 | 699       | [ 4 ]   |
| 2005 | 634       | [ 4 ]   |
| 2010 | 603       | [ 4 ]   |
| 2015 | 581       | [ 5 ]   |
| 2020 | 572       | [ 6 ]   |

## Politik

### Bürgermeister
- 1990–1992 Uwe Käding (Ortsvorsteher Verwaltungsgemeinschaft Boock)
- 1993–2015 Uwe Käding[7][8]
- seit 2016 Gunnar Mißling

### Dienstsiegel
Die Gemeinde verfügt über kein amtlich genehmigtes Hoheitszeichen, weder Wappen noch Flagge. Als Dienstsiegel wird das kleine Landessiegel mit dem Wappenbild des Landesteils Vorpommern geführt. Es zeigt einen aufgerichteten Greifen mit aufgeworfenem Schweif und der Umschrift „GEMEINDE BOOCK * LANDKREIS VORPOMMERN-GREIFSWALD“.

## Sehenswürdigkeiten, Kultur und Bildung

### Sehenswürdigkeiten

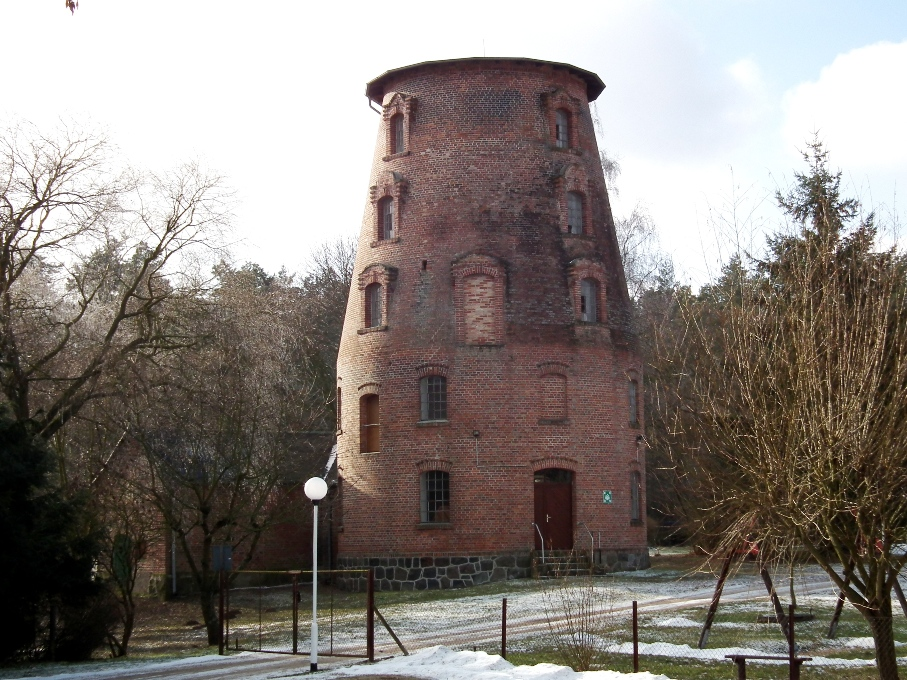
Reste der Holländermühle

- Die spätgotische Feldsteinkirche in Boock ist 500 Jahre alt und wurde 1790 vergrößert. Der Kanzelaltar stammt aus der 2. Hälfte des 18. Jahrhunderts.
- Charakteristisch ist die Hauptstraße des Dorfes, die von Lindenbäumen und gepflegten Vorgärten gesäumt wird.
- Auf der Wiese des ausgetrockneten Achtersee sind besonders geschützte Orchideen zu sehen. Nach einer Sage soll hier alle 100 Jahre eine Goldtonne zum Vorschein kommen.
- Auf einem alten Schulgelände wurde 1999 die Heimatstube Üns Heimatstuf eingerichtet. In zwei Gebäuden und auf einer Freifläche werden verschiedene handwerkliche Gegenstände aus vergangenen Zeiten ausgestellt.
- Eine sanierte Holländermühle aus dem 17. Jahrhundert befindet sich in der Nähe von Boock, zwei Kilometer in Richtung Blankensee.

### Vereine
- Boocker Sportverein 62 e. V.

→ gegründet 1962, setzt er sich aus den Sektionen Fußball, Tischtennis und Reiten zusammen
- Dörpschaft und Heimatverein Boock e. V.

→ im Jahr 2001 aus dem Zusammenschluss der bereits seit 1985 bestehenden, überregional bekannten Dörpschaft Boock und Heimatgeschichtsinteressierten des Ortes entstanden, beteiligt sich die Boocker Dörpschaft an den regelmäßig in Boock stattfindenden Vereins- oder Volksfesten.
- Posaunenchor der evangelischen Kirchengemeinde Boock (gegründet 1987)

→ gegründet 1987, besteht er aus etwa 20 Mitgliedern. Geblasen wird unter anderem zu Geburtstagen, kommunalen Veranstaltungen und zu Gottesdiensten.
- Boocker Handwerker- und Gewerbeverein

→ gegründet 1999, setzt er sich aus unterschiedlichen Handwerks-, Dienstleistungs- und Handelsbetrieben zur Festigung kleinerer und mittlerer Betriebe zusammen
- Interessengemeinschaft Modellbaufreunde „Randowtal“[10]

### Bildung und Soziales
In der Zeit des Nationalsozialismus befand sich in Boock eine von vier Bezirksführerinnenschulen des Reichsarbeitsdienstes der weiblichen Jugend (RADwJ).
- Kindertagesstätte Boock

Soziales
- Evangelische Schwerstpflegeeinrichtung Hanna Simeon (Einrichtung der Behindertenhilfe des Diakoniewerkes Kloster Dobbertin an der Boocker Mühle)

## Verkehrsanbindung
Sechs Kilometer südlich von Boock verläuft die Bundesstraße 104 von Lübeck über Schwerin, Neubrandenburg, Pasewalk und durch Löcknitz weiter über den Grenzübergang Linken in das etwa 25 Kilometer entfernte Stettin (Szczecin) in Polen. Bei Pasewalk besteht über Anschlussstellen Pasewalk-Nord und Pasewalk-Süd Anbindung an die Bundesautobahn 20. Im nahen Löcknitz besteht Anschluss an die Bahnstrecke Bützow–Szczecin, auf der im 2-Stunden-Takt von Lübeck nach Stettin Dieseltriebwagen der DB-Baureihe 628 der Deutschen Bahn in beide Richtungen verkehren.